# رينبو روبي
رينبو روبي هو مسلسل رسوم متحركة من موسمين موجه للأطفال كوري وصيني وكندي عرض في تاريخ 23 أبريل 2016 من إنتاج استوديو 38 °C للرسوم المتحركة وسي جاي إي أند إم في كوريا الجنوبية، شركة شركة الترفية الصينية (شركة تابعة لـمجموعة الصين إيه سي جي، وهي مؤسسة تابعة مباشرة لوزارة الثقافة التابعة لحكومة جمهورية الصين الشعبية) في الصين وشركة دي إتش إكس ميديا في كندا.
دبلج في عام 2017 للغة العربية وعرض على قناة سبيستون.